# Răchiți (okręg Botoszany)
Răchiți – wieś w Rumunii, w okręgu Botoszany, w gminie Răchiți. W 2011 roku liczyła 1043 mieszkańców.